# David Luna
David Andrés Luna Sánchez (Bogotá, Colombia, 27 de febrero de 1975) es un político y abogado colombiano, graduado de la Facultad de Jurisprudencia de la Universidad del Rosario. Se ha desempeñado como edil de Chapinero, dos veces concejal de Bogotá y representante a la Cámara, en las elecciones de 2011 fue aspirante a la Alcaldía de Bogotá. Entre diciembre de 2011 y febrero de 2013 ocupó el cargo de viceministro de Relaciones Laborales del Ministerio de Trabajo, y entre septiembre de 2013 y mayo de 2014 se desempeñó como alto consejero presidencial para las Regiones y la Participación Ciudadana, renunció a su cargo para acompañar al presidente Juan Manuel Santos en su campaña reeleccionista. Entre julio de 2014 y mayo de 2015 se desempeñó en el sector privado como consultor asociado de LÖSUNG, firma especializada en consultoría sociopolítica. Desde el 9 de junio de 2015 hasta el 25 de abril de 2018 se desempeñó como Ministro de Tecnologías de la Información y Comunicaciones por nombramiento del presidente Juan Manuel Santos. En 2018 fue Fellowship en Planeación Regional y Urbana en el Massachusetts Institute of Technology (MIT) y fue director de Alcentro y presidente del gremio de innovación y tecnología Alianza In.
Luna es conocido por sus posiciones liberales en temas morales. Está a favor del matrimonio igualitario, el cannabis recreativo, el aborto y la eutanasia, siendo uno de los pocos congresistas de derecha en defender tanto las libertades económicas como las individuales.

## Biografía
Estudió Derecho en la Universidad del Rosario, es especialista en Derecho Administrativo de esta misma institución y magíster en Gobierno y Políticas Públicas de la Universidad Externado de Colombia. Luna ha sido presidente de la organización ambiental Globe, Capítulo Colombia, catedrático de distintas universidades, autor de los libros Punto de partida, Estado de cuentas y nueve propuestas para el buen gobierno de Bogotá, en coautoría con Eduardo Behrentz, y Rompiendo límites.
Fue presidente de Alianza In, el primer gremio en América Latina que impulsa la innovación, la tecnología y la economía digital. También director de Alcentro, una incubadora de liderazgos sociales en Colombia.[cita requerida]
En 2014, se convirtió en consultor asociado de Lösung, firma especializada en consultoría sociopolítica.[cita requerida] Entre el 2018 y 2019,  David Luna fue "Research Fellow" en el Massachusetts Institute of Technology (MIT).[cita requerida]

### Trayectoria política
Se ha desempeñado en diversos cargos públicos como ministro de Tecnologías de la Información y Comunicaciones (TIC), Alto Consejero Presidencial para las Regiones, viceministro de Relaciones Laborales, representante a la Cámara por Bogotá, concejal de Bogotá en dos ocasiones, edil de la localidad Chapinero y líder de la Junta de Acción Comunal de su barrio.
Llegó al Congreso de la República después de las elecciones legislativas de Colombia de 2006 con la votación más alta del país y, en ejercicio de ese cargo, fue escogido como el mejor representante a la Cámara de Representantes de Colombia. Antes de llegar a la Cámara de Representantes, Luna ya había hecho parte de otras corporaciones públicas, fue concejal de Bogotá en dos ocasiones, cargo en el cual fue elegido como el mejor cabildante de la ciudad por el programa Bogotá Cómo Vamos, fue edil de Chapinero en 1997 y líder de la Junta de Acción Comunal de su barrio, donde empezó su carrera pública cuando tenía 20 años.
En septiembre de 2013, Luna fue designado Alto Consejero Presidencial para las Regiones, desde donde se convirtió en la voz del Gobierno en las regiones y el oído del presidente Juan Manuel Santos ante las preocupaciones de los ciudadanos. En 2011, fue candidato a la Alcaldía de Bogotá y a finales de ese mismo año, fue nombrado Viceministro de Relaciones Laborales.
En 2015 fue nombrado ministro de Tecnologías de la Información y las Comunicaciones.
El 13 de diciembre de 2021 se confirman la lista al Senado del partido Cambio Radical, la cabeza de lista se le asigna a Luna. Fue electo como senador y formó parte de la Comisión Primera de la misma institución.

### Medios de comunicación
En paralelo a su carrera política, Luna ha participado en varios medios de comunicación: formó parte de la mesa de trabajo de La FM Noticias y de La Cariñosa 610 AM, también fue columnista del diario La República.

### Bloqueo de teléfonos celulares
Bajo su administración se inició el bloqueo de los teléfonos celulares inteligentes (2017) que no hubieran sido homologados ante la Comisión, sin considerar si fueron adquiridos legal o ilegalmente. La homologación de teléfonos es una medida sin par en el mundo que favorece a los modelos ofrecidos exclusivamente en el mercado estadounidense pues requiere el registro FCC-ID (Federal Communications Commission) de Estados Unidos. Esta medida condena al ostracismo a los mejores modelos de teléfonos inteligentes (smartphones) que continuamente salen al mercado en China, Taiwan, Corea del Sur y países europeos y que, por su calidad y nuevas funciones, su producción es absorbida casi en su totalidad en los países de origen y, por consiguiente, no necesitan obtener el registro FCC-ID para el mercado estadounidense. Irónicamente, en los EE. UU. los teléfonos no homologados pueden usarse con varios operadores.